# 方旋
方旋（1954年10月—），男，广东惠来人，中华人民共和国政治人物，歷任中共珠海市委书记、珠海市人民政府市长、中共广州市委副书记、中共广东省委委员。

## 生平
2014年5月，方旋被确认为裸官，后被紀委帶走，被免去广州市委副书记一职，提前退休。